# Pierre Laurent
Pierre Laurent, född 1 juli 1957 i Paris, är en fransk ekonom, politiker och journalist. Han var tidigare chefredaktör för L’Humanité. Han är Franska kommunistpartiets (PCF) partiledare och Europeiska vänsterpartiets ordförande.
Fadern, Paul Laurent, var deputerad i Franska nationalförsamlingen för Paris och huvudledare för Franska kommunistpartiet.
Pierre Laurent gick med i den kommunistiska studentunionen Union des étudiants communistes (UEC) när han studerade ekonomi i Paris. Han var nationell sekreterare för UEC från 1982 till 1985. Efter examen började han som journalist på L’Humanité. Till att börja med specialiserade han sig på ekonomiska frågor. Han blev redaktionschef 1999 och chefredaktör för tidningen år 2000. 
Han blev ledamot i PCF:s nationella råd år 2000 (30:e kongressen). Han var huvudförfattare för den 33:e kongressresolutionen 2009, vilken han förde fram. Sedan nominerades han till ”nationell samordnare” (partiets andreman), ansvarande för partiledningen. Därför sade han upp sig från L’Humanité.
2010 ledde han Vänsterfrontens lista (samarbete med Alternative citoyenne, les Alternatifs med flera) i Île-de-France i de franska regionalvalen. Han erhöll 6,55 procent av de avlagda rösterna, långt före Nya antikapitalistpartiet (3,13 procent) och Demokratiska rörelsen (3,98 procent).
I juni 2010 valde Laurent till PCF:s nationella sekreterare, och efterträdde Marie-George Buffet. Den 5 december samma år blev han ordförande för Europeiska vänsterpartiet.